# Wu Jian
Wu Jian (* 25. Mai 1986) ist ein chinesischer Diskuswerfer.

## Sportliche Laufbahn
Erste internationale Erfahrungen sammelte Wu Jian bei den Jugendweltmeisterschaften 2003 in Sherbrooke, bei denen er mit 63,18 m die Silbermedaille gewann. Im Jahr darauf nahm er an den Juniorenweltmeisterschaften in Grosseto teil und schied dort mit 51,83 m in der Qualifikation aus. 2009 nahm er erstmals an den Asienmeisterschaften in Guangzhou teil, beendete seinen Wettkampf aber ohne gültigen Versuch. Zwei Jahre später gewann er bei den Asienmeisterschaften in Kōbe mit 56,61 m die Bronzemedaille hinter dem Iraner Ehsan Hadadi und Vikas Gowda aus Indien. Damit qualifizierte er sich auch für die Weltmeisterschaften in Daegu, bei denen er mit 62,07 m in der Qualifikation ausschied. 2014 nahm er erstmals an den Asienspielen in Incheon teil und wurde mit einem Wurf auf 58,82 m Fünfter und bei den Asienmeisterschaften in Wuhan 2015 mit 55,75 m Sechster. 2018 nahm er erneut an den Asienspielen in Jakarta teil und erreichte mit einer Weite von 56,86 m Rang acht.
2008 und 2010 sowie 2012 und 2014 wurde Wu Chinesischer Meister im Diskuswurf.